# Ridge (Nova York)
Ridge és una concentració de població designada pel cens dels Estats Units a l'estat de Nova York. Segons el cens del 2000 tenia 13.380 habitants.

## Demografia
Segons el cens del 2000, Ridge tenia 13.380 habitants, 5.545 habitatges, i 3.476 famílies. La densitat de població era de 383,5 habitants per km².
Dels 5.545 habitatges en un 27,4% hi vivien nens de menys de 18 anys, en un 52,9% hi vivien parelles casades, en un 7,5% dones solteres, i en un 37,3% no eren unitats familiars. En el 34,4% dels habitatges hi vivien persones soles el 28,5% de les quals corresponia a persones de 65 anys o més que vivien soles. El nombre mitjà de persones vivint en cada habitatge era de 2,38 i el nombre mitjà de persones que vivien en cada família era de 3,09.
Per edats la població es repartia de la següent manera: un 23,2% tenia menys de 18 anys, un 5,4% entre 18 i 24, un 24,5% entre 25 i 44, un 17,8% de 45 a 60 i un 29,1% 65 anys o més.
L'edat mediana era de 43 anys. Per cada 100 dones de 18 o més anys hi havia 76,9 homes.
La renda mediana per habitatge era de 44.140 $ i la renda mediana per família de 60.039 $. Els homes tenien una renda mediana de 49.539 $ mentre que les dones 31.384 $. La renda per capita de la població era de 23.387 $. Entorn del 4,4% de les famílies i el 6,5% de la població estaven per davall del llindar de pobresa.